# Фетькалов, Григорий Данилович
Григорий Данилович Фетькалов (1925—2013) — советский младший сержант, командир отделения взвода разведки, 1339-го горно-стрелкового полка, 318-й горно-стрелковой дивизии, 1-й гвардейской армии, 4-го Украинского фронта. Полный кавалер Ордена Славы.

## Биография
Родился 1 мая 1925 года в селе Олешин Хмельницкого района Хмельницкой области в рабочей семье. После получения начального образования работал в колхозе.
С 1944 года призван в ряды РККА и направлен в действующую армию — разведчик и командир отделения взвода разведки, 1339-го горно-стрелкового полка, 318-й горно-стрелковой дивизии, 1-й гвардейской армии, воевал на  4-м Украинском фронте, участвовал в Западно-Карпатской, Моравско-Остравской и Пражской наступательных операциях, был ранен. 22 февраля 1945 года за захват вражеского языка был награждён Медалью «За отвагу».
10 апреля 1945 года разведчик младший сержант Г. Д. Фетькалов в бою близ города Лослау в Польше неоднократно уточнял передний край обороны противника и докладывал данные командованию. В бою у селения Камень забросал гранатами две огневые точки и поразил шесть солдат противника, чем способствовал продвижению подразделений вперёд. За это 16 апреля 1945 года Указом Президиума Верховного Совета СССР Г. Д. Фетькалов был награждён  Орденом Славы 3-й степени.
С 15 по 16 апреля 1945 года младший сержант Г. Д. Фетькалов отличился в ходе ведения разведки в районе населённого пункта Лозиско добыв ценные сведения о противнике. 17 апреля 1945 года с группой разведчиков в бою на окраине населённого пункта Лозиско действовал смело и находчиво, уничтожив три автоматчика. 15 мая 1945 года Указом Президиума Верховного Совета СССР Г. Д. Фетькалов был награждён Орденом Славы 3-й степени. 12 мая 1986 года Указом Президиума Верховного Совета СССР Г. Д. Фетькалов был перенаграждён Орденом Славы 2-й степени.
5 мая 1945 года командир отделения разведки младший сержант Г. Д. Фетькалов возглавляя группу разведчиков, в городе Оломоуц в Чехии захватил «языка», давшего ценные сведения. 26 мая 1945 года Указом Президиума Верховного Совета СССР Г. Д. Фетькалов был награждён Орденом Славы 3-й степени.
12 мая 1986 года Указом Президиума Верховного Совета СССР Г. Д. Фетькалов  был перенаграждён Орденом Славы 1-й степени.
В 1949 году младший сержант Г. Д. Фетькалов был демобилизован из рядов Советской армии, работал осмотрщиком вагонов на железнодорожной станции Гречаны Хмельницкой области. Жил в селе Олешин Хмельницкого района Хмельницкой области .

## Награды
- Орден Славы I степени (1986)
- Орден Славы II степени (1986)
- Орден Славы III степени (1945)
- Орден Красной Звезды (1945)
- Орден Отечественной войны I степени (1985)
- Медаль За отвагу (1945)